# J1124+4535
LAMOST J112456.61+453531.3 (короткая запись J1124+4535) — звезда в созвездии Большой Медведицы входящая в галактическое гало Млечного Пути.
Согласно опубликованному в 2019 году исследованию астрономов из Китая и Японии, в данных спектра низкого разрешения от 8 января 2015 года обзора телескопа LAMOST (Китай) нашлась звезда с необычно низким содержанием магния и некоторых других элементов. Анализ дополнительных данных спектра высокого разрешения, полученных 16 февраля 2017 года с высокодисперсного спектрографа (High Dispersion Spectrograph, HDS) телескопа Subaru (Япония), подтвердил низкое содержание α-элементов — кальция ([Ca/Fe] = −0.09), кремния ([Si/Fe] = −0.18), титана ([Ti/Fe] = −0.05) и магния ([Mg/Fe] = −0.31) и показал высокое содержание европия ([Eu/Fe] = +1.10). В гало и балдже Млечного пути известно только несколько r-II звёзд с низкой металичностью (J1802−4404 и HD 222925), а дополнительно с таким низким содержанием α-элементов ранее не встречались, к тому же магний — восьмой по распространённости элемент в нашей галактике. Подобные звёзды редки и встречаются только в современных карликовых галактиках окружающих Млечный путь: в Драконе, Киле, Печи, Секстанте, Скульпторе и отмечается сходство с COS 82 в Малой Медведице ([Fe/H] = −1.4 и [Eu/Fe] = +1.2). Исследователи предполагают, что звезда могла сформироваться в отдельной системе, такой как карликовая галактика, и выжила при слиянии этой галактики с Млечным путем, а выделение подобных характеристик может помочь находить «слившиеся» звёзды в дальнейшем. 
Гал.долгота 160.1780983°

Гал.широта +64.7823341°

Расстояние 22 438 св. лет